# Samantha Schneider
Samantha Schneider, née le 18 septembre 1990, est une coureuse cycliste américaine. 

## Biographie
Samantha Schneider vient d'une famille cycliste : ses parents et sa sœur cadette Skylar font de la compétition. 
En 2010, elle rejoint l'équipe UCI américaine Tibco-To the Top, avec laquelle elle reste jusqu'en 2014. Lors de cette période, elle s'illustre sur les courses du calendrier national américain. Elle décroche également une cinquième place au championnat des États-Unis sur route de 2012, ainsi qu'une deuxième place sur la Delta Road Race 2014 au Canada.
En 2016, elle termine deuxième de deux étapes de la Joe Martin Stage Race, battue au sprint à chaque fois par Coryn Rivera. Début 2017, elle rejoint pendant 4 mois l'équipe Illuminate, où court sa sœur, mais ne participe à aucune course UCI. C'est avec l'équipe nationale qu'elle court cette saison là, terminant notamment neuvième du championnat panaméricain sur route. Durant l'été, elle court quatre courses par étapes en Europe, mais en abandonne trois.
En 2010 et 2021, en pleine pandémie de covid-19, elle met le cyclisme de côté. Elle reprend la compétition en 2022 au sein de l'équipe L39ION of Los Angeles, puis court pour les Miami Blazers en 2024, avec qui, elle se classe deuxième du Tour de Somerville.

## Palmarès sur route
- 2007
  - 2e du Kwik Star Criterium
- 2008
  - Snake Alley Criterium
  - Kwik Star Criterium
- 2009
  - 3e du Kwik Star Criterium
- 2010
  - 2e de l'Athens Twilight Criterium
- 2011
  - 2e du Sunny King Criterium
- 2013
  - 2e du Historic Roswell Criterium
  - 2e du Glencoe Grand Prix
  - 3e du Manhattan Beach Grand Prix
- 2014
  - Tour of America's Dairyland
  - Intelligentsia Cup
  - 2e de la Delta Road Race
  - 2e de la Gateway Cup
  - 2e de l'Athens Twilight Criterium
  - 2e du Historic Roswell Criterium
  - 3e du Gastown Grand Prix
- 2015
  - Manhattan Beach Grand Prix
  - Gateway Cup
  - 2e du Rochester Twilight Criterium
  - 2e du Dana Point Grand Prix
  - 2e de l'Athens Twilight Criterium
  - 3e du Historic Roswell Criterium
- 2016
  - Wilmington Grand Prix
  - Gateway Cup
  - Sunny King Criterium
  - 3e du Rochester Twilight Criterium
- 2017
  - 9e du championnat panaméricain sur route
- 2018
  - Harlem Skyscraper Classic
  - Athens Twilight Criterium
  - 2e de la Gateway Cup
- 2019
  - 2e de l'Intelligentsia Cup
  - 3e du Wilmington Grand Prix
  - 3e de la Gateway Cup
- 2023
  - 2e de la Gateway Cup
- 2024
  - 3e de la Crystal Cup

## Classement UCI
| Année                                 | 2012 | 2013 | 2014 | 2015 | 2016 | 2017 | 2018 |
| ------------------------------------- | ---- | ---- | ---- | ---- | ---- | ---- | ---- |
| Classement UCI                        | 248e | nc   | 116e | nc   | 315e | 220e | 636e |
| UCI World Tour                        |      |      |      |      | nc   | 143e | nc   |
|                                       |      |      |      |      |      |      |      |
| Légende : nc = non classéSource : UCI |      |      |      |      |      |      |      |